# Robert Hugh Molesworth Kindersley
Robert Hugh Molesworth Kindersley, Tercer Barón de Kindersley, DL (18 de agosto de 1929 - 9 de octubre de 2013) fue un par británico, político y hombre de negocios.
Kindersley nació el 18 de agosto de 1929 como hijo de Hugh Kindersley, segundo Barón de Kindersley, y Nancy Farnsworth Boyd, hija de Geoffrey Boyd. Tenía una hermana mayor, Patricia Nassau Kindersley (1922-2010).
A la muerte de su padre en 1976, heredó el título de Barón de Kindersley y un asiento en la Cámara de los Lores, donde participaba como conservador. Su discurso inaugural el 26 de julio de 1982 fue sobre el tema de los derechos económicos políticos.
Kindersley se casó el 4 de septiembre de 1954 con Venecia Marigold Hill (nacida en 1930), hija de Lord Arthur Francis Henry Hill e Ishabel Wilhelmina Sheila MacDougall, hermana de Robin Hill, octavo marqués de Downshire. La pareja se divorció en 1989. En el mismo año se casó con Patricia Norman, hija del Brigadier Hugh Norman.